# モナド (超準解析)
超準解析におけるモナド（英: monad、フランス語圏ではしばしばhalo）とは、与えられた超実数に限りなく近い超実数の集合、あるいはそれを一般化した集合をいう。双対概念として銀河がある。

## 一般的定義
{\displaystyle X} を内的集合、{\displaystyle {\mathcal {F}}} を {\displaystyle X} 上の（外的であってもよい）フィルターとする。このとき
{\displaystyle \mu ({\mathcal {F}})=\bigcap _{A\in {\mathcal {F}}}A}
で定まる {\displaystyle X} の部分集合を {\displaystyle {\mathcal {F}}} のモナド、単子、ハロー（ヘイロー）などと呼ぶ。ここでハローは暈を意味する英語の借用であり、後述する例において点の周りに広がる無限小領域の様子を表している。{\displaystyle \mu } の代わりに {\displaystyle \mathrm {mon} } や {\displaystyle \mathrm {monad} } などの記号を用いることもある。
一般に超準的対象からなる集合がモナドとして書けるとき、その集合はモナディック(monadic)、ハリック(halic)、{\displaystyle \Pi _{1}^{\mathrm {st} }} などと言われる。

## 例
モナドの重要な例を幾つか挙げる。

### 超実数
超実数体 {\displaystyle ^{\ast }\mathbb {R} } の元 {\displaystyle x} のモナドとは
{\displaystyle \mu (x)=\{y\in {}^{\ast }\mathbb {R} \mid x-y{\text{ is infinitesimal}}\}}
で定義される集合である。{\displaystyle x} が有限のとき、{\displaystyle x} のモナドは標準実数をただひとつだけ含み、これを {\displaystyle x} の標準部分（standard part）と呼び、{\displaystyle \operatorname {st} (x)} や {\displaystyle {}^{\circ }x} などと書く。

### 位相空間
位相空間 {\displaystyle X} の（標準）点 {\displaystyle x} のモナドとは
{\displaystyle \mu (x)=\bigcap \{{}^{\ast }U\mid U{\text{is a neighborhood of }}x\}}
で定義される {\displaystyle {}^{\ast }X} の部分集合である。{\displaystyle {}^{\ast }X} の点は、ある標準点のモナドに属するときに、近標準的（nearstandard）であると言われる。

### 一様空間
一様空間 {\displaystyle X} のモナドとは、一様性 {\displaystyle {\mathcal {U}}} （これは直積 {\displaystyle X\times X} 上のフィルターである）のモナドとして定まる同値関係 {\displaystyle \approx } を言う。また、{\displaystyle {}^{\ast }X} の点 {\displaystyle x} のモナドとは、{\displaystyle x} の {\displaystyle \approx } に関する同値類のことである。この定義は超実数や位相空間におけるモナドの定義と整合的である。